# Ramfis Domínguez-Trujillo
Pour les articles homonymes, voir Domínguez et Trujillo.
Luis José Ramfis Domínguez-Trujillo, mieux connu sous le nom Ramfis Domínguez-Trujillo, né à New York, le 22 mai 1970, est un homme politique américain.

## Biographie
Fils de Angelita Trujillo (en), il est le petit-fils du dictateur dominicain Rafael Trujillo, qui a gouverné la République dominicaine de 1930 à 1961. Domínguez-Trujillo aspire à la présidence de la République dominicaine en 2020. Lui et sa famille étaient interdits d'entrée sur le territoire dominicain après l'assassinat de son grand-père. Il foule le sol dominicain pour la première fois dans les années 2000 lorsque son cousin Hipolito Mejía arrive au pouvoir et lève cette interdiction.